# 霍赫普拉蒂希山
47°21′11″N 10°59′18″E / 47.35306°N 10.98833°E

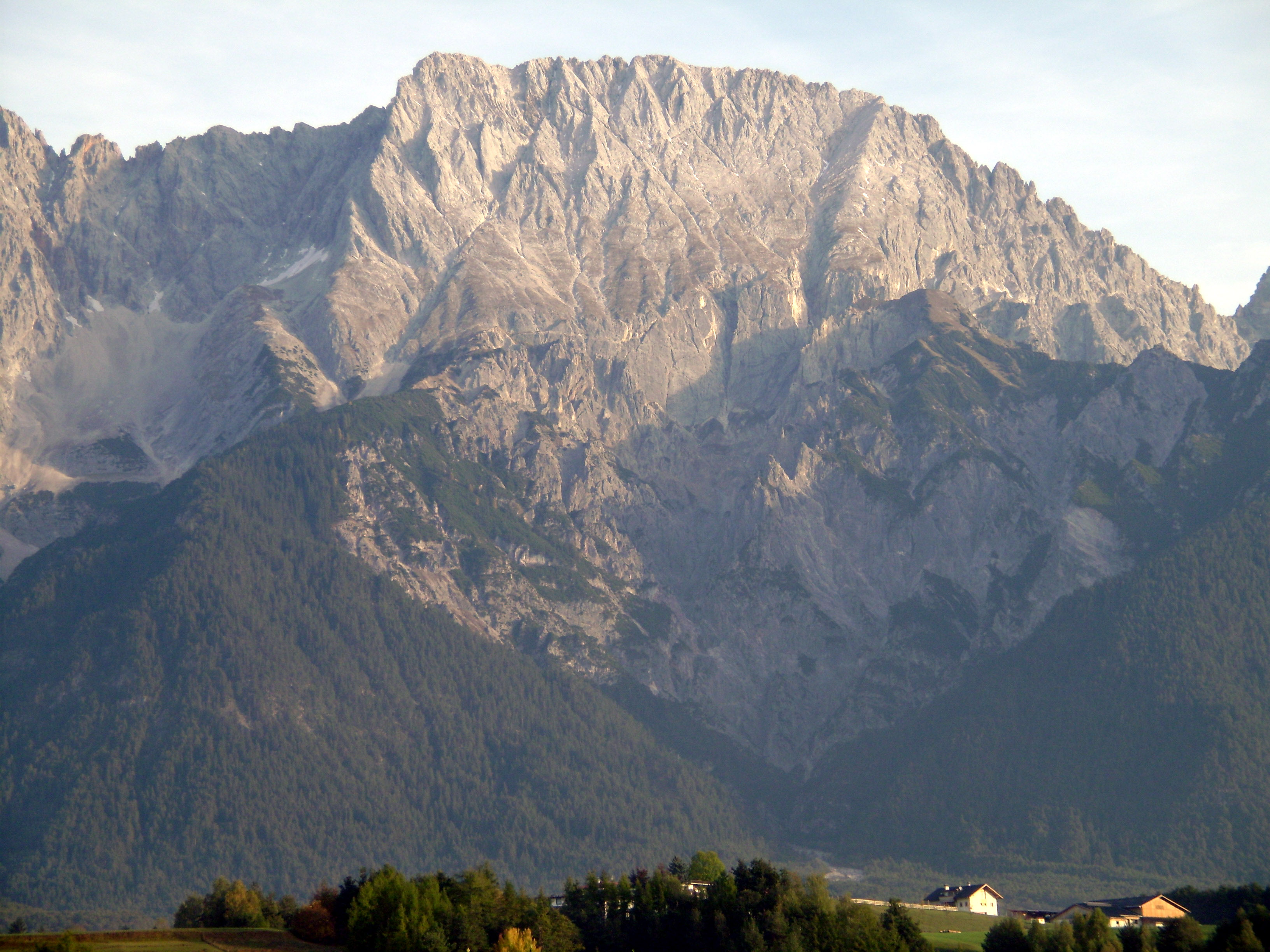

霍赫普拉蒂希山（德語：Hochplattig），是奧地利的山峰，位於該國西部，由蒂羅爾州負責管轄，屬於米耶明山脈的一部分，海拔高度2,768米，每年平均降雨量1,666毫米，人類在1872年8月11日首次登頂。